# Pic ouentou
Dryocopus lineatus
Espèce
Le Pic ouentou (Dryocopus lineatus syn. Hylatomus lineatus) est une espèce d'oiseaux de la famille des Picidae.

## Répartition

Distribution du Pic ouentou

Son aire de répartition s'étend sur le Mexique, le Belize, le Guatemala, le Salvador, le Honduras, le Nicaragua, le Costa Rica, le Panama, le Brésil, le Venezuela, Trinité-et-Tobago, le Guyana, le Suriname, la Guyane, la Colombie, l'Équateur, le Pérou, la Bolivie, le Paraguay et l'Argentine.

## Description

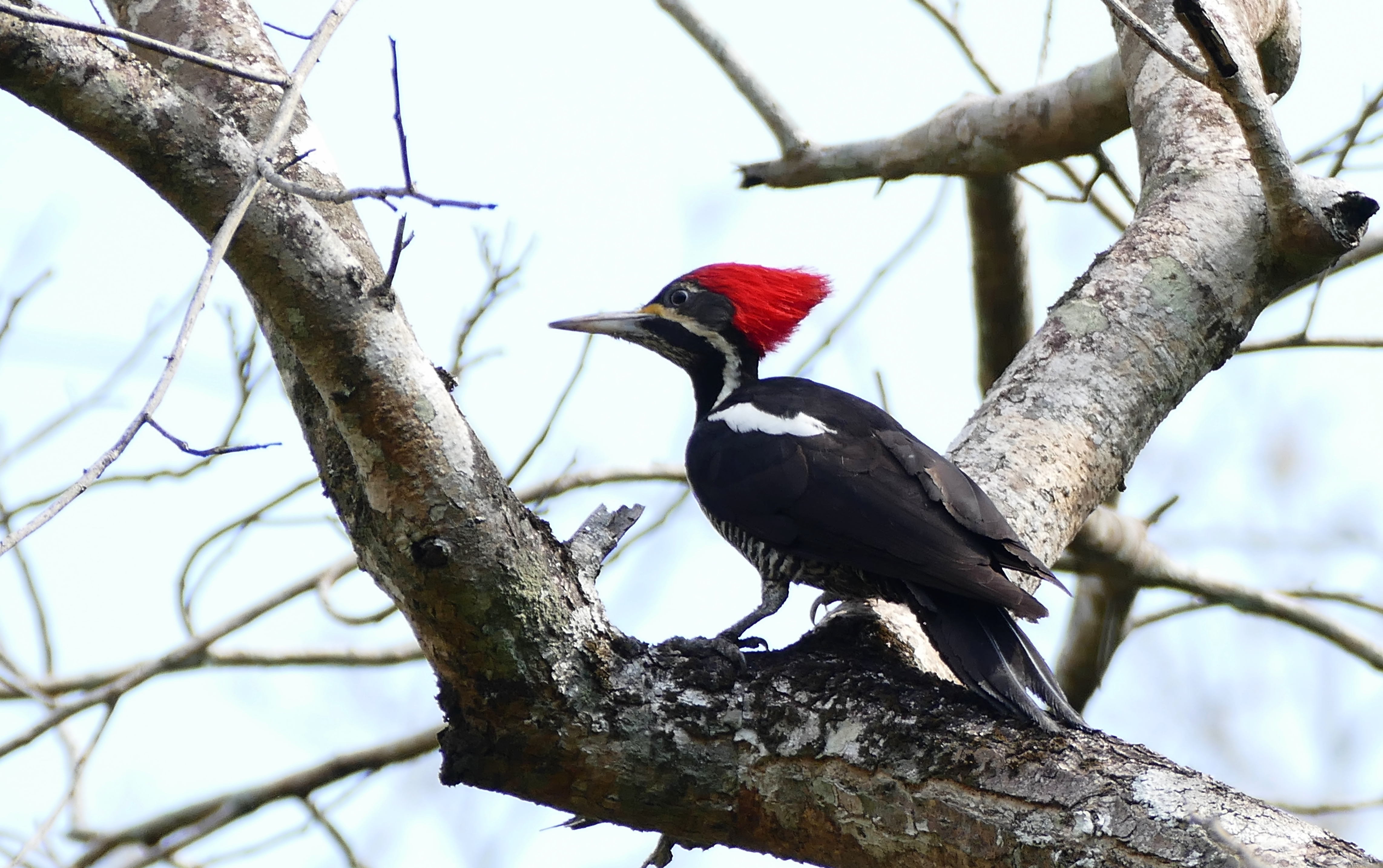
Pic ouentou ♀ (Mato Grosso, Brésil)